# 存心善堂

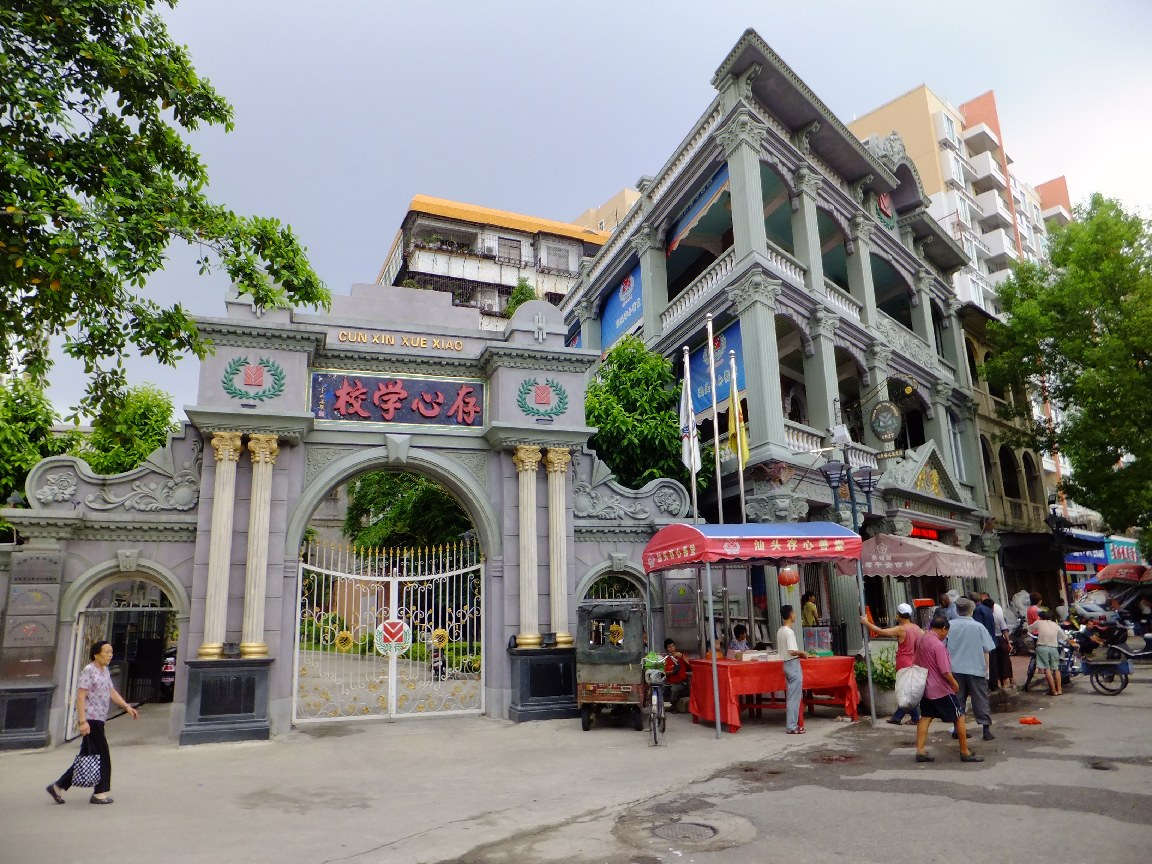
位於外马路的存心善堂與存心學校

存心善堂，是中华民国时期汕头的五大善堂之首，也是目前中国潮汕地区规模最大的潮汕善堂。最初的全称为存心善堂念佛社，现全称为汕头慈善总会存心善堂福利会，旧址位于中国广东省汕头市金平区外马路57号，现址位于乌桥北海直路115号，并设有金韩敬师堂分堂以及旧址的存心外马联络处。现有社工一百多人，义工有一千多人

## 背景
汕头于清咸丰十年（1860年）根据《中英天津条约》被辟为对外通商口岸，开始迅速发展起来。而19世纪末至20世纪初，即光绪期间，全球鼠疫第三次大流行中，华南地区也爆发大规模的鼠疫，该瘟疫导致许多人丧生，城市许多的流动人口倒毙街边而无人收埋。

## 创办
早在光绪十四年（1888年）汕头埠已有了同济善堂，但随着大量流动人口涌入汕头，以及光绪二十五年（1899年）鼠疫在汕头埠（时潮汕地区还有潮阳棉城，海阳县庵埠）集中爆发，汕头埠单一的善堂的慈善行为捉襟见肘。同年，潮阳棉城棉安善堂社员赵进华到汕头埠打工，看到汕头埠街边无人收埋的流民贫民遗尸很多，便从棉安善堂念佛社请来了大峰祖师木雕像，并由士绅李泰丰出面向当时的同济外局借地，设坛办起存心善堂念佛社。后李泰丰逝世，由赵进华继任。不久因同济外局要收回所用场所，善堂暂迁移至华佗庙内。后首先由于元兴洋行的商人倡导，得到当时汕头埠郭丽州等四十八家商界名流支持，由他们出面作为善堂司事筹办建堂，并得到了官府的重视，光绪二十七年（1901年）由澄海县（时汕头埠属澄海县管辖）正堂出示晓谕，于汕头埠营盘角择地一区，东至义冢（今张园内街），南至水沟（今外马路 (汕头)），西至顺兴街高墙，北至乞食寮前（现存心小学）建存心善堂，并先后筑造义冢多处。时由袁忠信负责募捐、赵进华负责督建，并得到怡和洋行萧犀珊、太古洋行林邦杰、南记洋行林兆龄、元兴洋行萧展初、同泰洋行薛子珊、光兴洋行陈吉六等绅商支持，于当年兴建，人力方面由玉峡宏志善堂、存心老社以及汕头埠近郊的达濠、华坞等地社友助工。建设历时三年，至光绪三十年（1903年）落成，建筑面积1000多平方米。

## 运作模式

### 中华民国大陆时期
初有总理公推1人，司库1人。至1930年代开始实行理事会制度，设理事长一名，而理事大多为当时汕头埠的工商业名流。下设法事股、福利股、教育股、掩埋队、消防队、救护队等机构，并开办有存心医院、存心学校、汕头第一儿童教养院、存心善堂、存心善堂水龙局、存心汕头义冢并附设吊唁厅等附属机构。当时工作人员100多人，社友2000多人。其中存心善堂水龙局设有1支专职消防队、3支义务消防队和2支义务救护队，配备灭火机汽车2部。
资金依靠捐款，有本土绅商平民百姓，也有东南亚侨胞、港澳同胞，尤其是来自香港善庆善堂以及泰国华侨报德善堂。

### 中华人民共和国
根据2003公布的《汕头慈善总会存心善堂福利会管理规则》，在社团地位上，存心善堂等几个善堂属于汕头慈善总会的分支机构，不具法人资格，须承认和执行汕头慈善总会《章程》和宗旨，服从汕头慈善总会的领导，其领导班子须报汕头慈善总会审批，由后者决定任命与否。在重大活动上，须向汕头慈善总会做请示报告，而涉及外事的则要提前10天打报告。尽管存心善堂仍被视是一个社团实体，但实际上被分割成三个经济上相对独立的分堂。另一方面，由于政府规定民间社团要有相应的活动范围，无法再维持民国时期的总－分堂关系，其影响力多少相对降低。财政上，可自行设立一个银行账户，但收支情况每季度上报汕头慈善总会并接受其年检。存心善堂原有动产不动产归存心善堂福利会集体所有；组织结构上，善堂理事会由会长、秘书处、财务部、法事部、总务部、后勤部、堂务部、福利部和业务部构成。 

## 发展

### 中华民国
民国政府破除迷信活动的大氛围下，潮汕善堂体系在汕头存心善堂与潮阳棉安善堂的主导下，在1928-1929年发起宋大峰祖师保存运动，最终成功保留信仰。大峰祖师也成为当时少数几种合法而公开的信仰之一。而当时存心善堂的主要善举有：

#### 施食施衣
据统计1932年至1933年：存心善堂共施米袋378件、麻袋衫1668件、旧衣2831件、平买14次、施赈13次、1937年统计：施麻袋衫和旧衣3888人，施粥26885人。而在夏季期间则会设茶站，广施茶水竹笠草席等，在1937年度共施茶13461人，施笠扇320人。

#### 施医赠药
存心医院免费为穷苦人家留医并施增药物。每天门诊600至800人，最多达1000人。

#### 过境救济
存心善堂每月施救过境难民十至数十人。

#### 施棺收殓
存心善堂的掩埋队每月掩埋尸体约200具，最多时达600具。据统计，1924年收尸2052具；1932年8323具，施棺6819口，施寿衣1911件；1933年收尸2465具，施棺1642口，施寿衣80件。

#### 义务消防
存心善堂水龙局设有1支专职消防队、3支义务消防队和2支义务救护队，配备灭火机汽车2部。

### 中华人民共和国

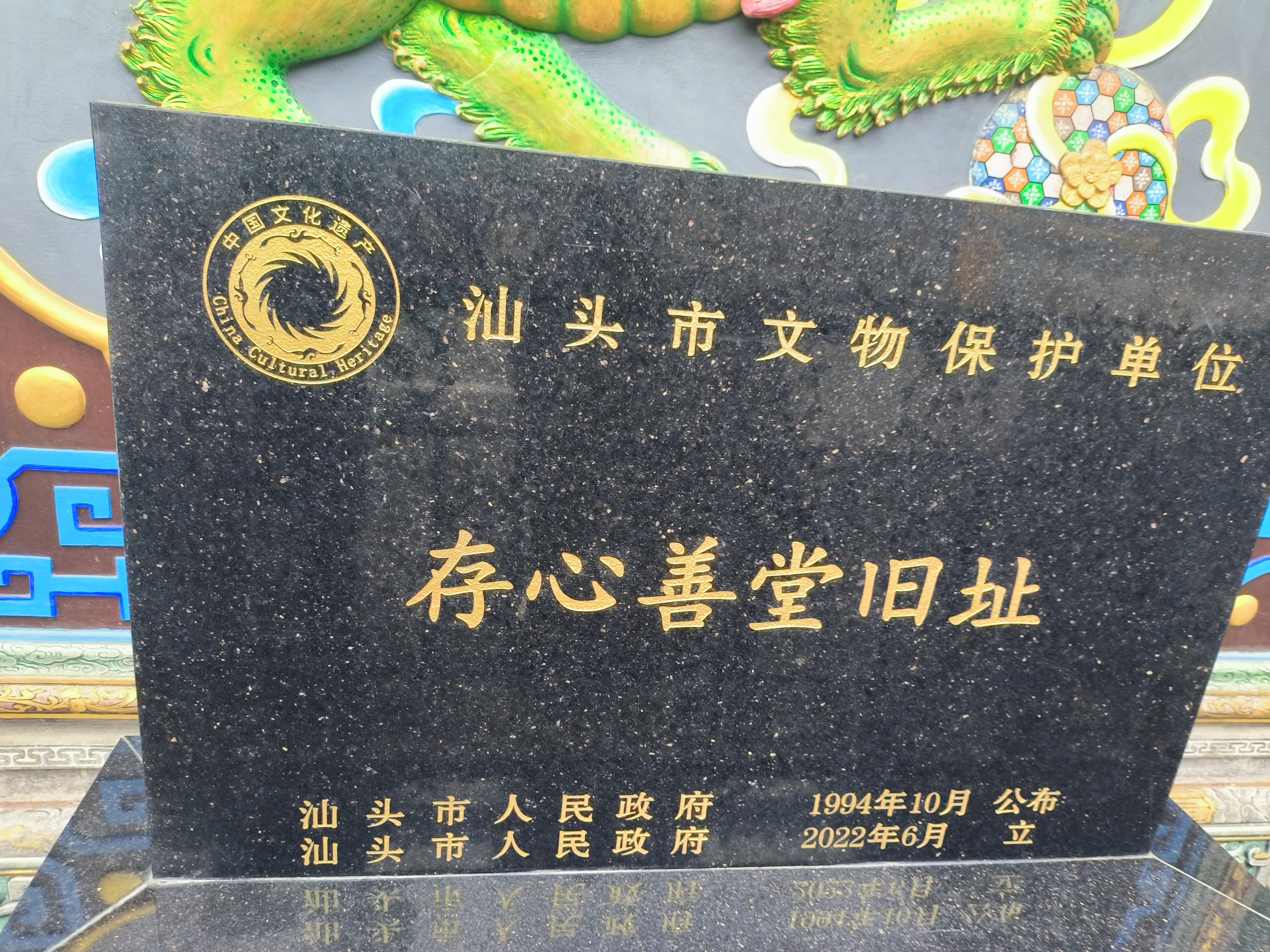
存心善堂旧址文物保护单位标志

1950年起存心善堂停止运作。1960年因存心善堂的建筑具有嵌瓷、木雕、石刻等地方特色的有文物保护价值的雕饰，时汕头市人民委员会专门拨款进行重修。文化大革命期间存心善堂遭严重破坏，现仅存部分木雕、石刻。1994年9月5日正式恢复活动，与泰国报德善堂交往密切，时有郑午楼、胡玉麟等侨领被聘为名誉董事长。1995年，汕头市政府指示：存心善堂从外马路57号搬出，交给市文化局作为潮汕泥塑展览馆，同年10月，汕头市人民政府将存心善堂旧址公布为汕头市文物保护单位。1996年，原汕头市存心善堂慈善会被撤销。1998年6月23日，由汕头市民政局召集原善堂慈善会工作人员召开工作会议，对原善堂慈善会的财务进行清理。之后，经汕头市民政局和汕头慈善总会批准，由原善堂慈善会工作人员成立新的“汕头存心善堂理事会筹备组”。1999年11月27日，存心善堂新堂址筹划建设。2000年6月10日，在汕头市民政局等部门的协调下，请诸佛菩萨、大峰祖师迁移至潮汕路153号。2003年7月1日经汕头市民政局、民间组织管理局批准，汕头慈善总会存心善堂福利会作为汕头市慈善总会分支机构，并在汕头市乌桥北海直路购地重建新址。9月19日，汕头慈善总会存心善堂福利会进行揭牌、授印仪式。

#### 慈善救济
主要对每月固定特困户、临时性赈济、年终和普渡集中救济。在救济物质的分配工作上采取与基层街道居委会合作的方式，由善堂根据能力确定救济总户数平均讲救济物质和名额分配给各街道办事处，再由街道将名额分给下属居委会，而贫困户就根据由善堂发放的凭证本，每月15日到所属居委会领取救济物质。截止2003年，固定救济名单有400多户。2006年8月5日开设免费快餐厅，早餐提供的是面包豆浆，午餐与晚餐提供每份价值4元的盒饭，每天有100人左右前往领取免费快餐

#### 兴学
2009年9月25日汕头市存心特殊教育学校开学

#### 丧葬服务
对外提供有偿或随缘的丧葬服务。存心善堂的骨灰堂是汕头市三大灵堂之一。